# Solsletta
Solsletta este o localitate din comuna Kristiansund, provincia Møre og Romsdal, Norvegia, cu o suprafață de 0,52 km² și o populație de 658 locuitori (2013).